# Agelaius
Agelaius es un género de aves paseriformes provenientes del continente americano, de la familia Icteridae.
Las especies de este género son de hábitos alimenticios principalmente insectívoros, y habitan zonas de pastizales. Los machos son típicamente negros, con algunas manchas de otro color en los hombros o la cabeza. Las hembras son de tonos menos vistosos y recuerdan a los miembros del género Emberizidae, aves que se conocen en inglés como American sparrows (‘gorriones americanos’).
Tradicionalmente, el género  Agelaius  incluía once especies, dentro de las cuales se incluían las siguientes seis:
- Agelaius flavus (ahora Xanthopsar flavus).
- Agelaius thilius (ahora Agelasticus thilius).
- Agelaius xanthophthalmus (ahora Agelasticus xanthophthalmus).
- Agelaius cyanopus (ahora Agelasticus cyanopus).
- Agelaius icterocephalus (ahora Chrysomus icterocephalus).
- Agelaius ruficapillus (ahora Chrysomus ruficapillus).

A pesar de esto, según la última clasificación de aves del Congreso Ornitológico Internacional (2010) solamente deben incluirse las siguientes cinco especies en este género:
- Agelaius assimilis (Lembeye, 1850). Llamado mayito de ciénaga, chirriador o totí de ciénaga en Cuba.
- Agelaius humeralis (Vigors, 1827). Llamado mayito o totí mayito en Cuba y La Española.
- Agelaius phoeniceus (Linnaeus, 1766). Llamado tordo sargento, tordo alirrojo, tordo capitán o mayito de la ciénaga en América del Norte y América Central.
- Agelaius tricolor (Audubon, 1837).
- Agelaius xanthomus (P. L. Sclater, 1862). Llamado mariquita de Puerto Rico o capitán en Puerto Rico, donde es endémico.